# 빈 (지위)
빈(嬪)은 조선, 중국, 베트남 등 동아시아 왕실 후궁에서 쓰인 품계 중 하나이다. 고대 중국 주 왕실의 관직과 직책을 다룬 『주례(周禮)』에 '천자는 1후, 3부인, 9빈, 27세부, 81어처, 121여인을 취할 수 있다(一后（嫡妻), 三夫人, 九嬪, 二十七世婦, 八十一御妻, 凡一百二十一人)'는 문구에서 처음 문헌에 등장하였다.

## 한국 역사에서의 빈
내명부(內命婦)의 품계 중 하나로, 국왕의 정1품 후궁의 위호(位號)이다. 후궁 중 으뜸인 작위이지만 역시 왕의 처인 왕비보다는 낮은 품계였다.
또한 세자빈과는 다른 품계이며, 세자빈은 무품이었다.

### 이름이 알려진 빈들
- 조선 숙종의 빈 희빈 장씨: 장옥정 (《인현왕후전》에 이름이 등장)
- 조선 정조의 빈 의빈 성씨: 성덕임 (《이재난고》에 이름이 등장)

### 왕을 낳은 빈들
이들의 신위를 칠궁이라 한다.
- 인빈 김씨: 추존왕 원종의 어머니
- 희빈 장씨: 경종의 어머니
- 숙빈 최씨: 영조의 어머니
- 정빈 이씨: 추존왕 진종(효장세자)의 어머니
- 영빈 이씨: 추존왕 장조(사도세자)의 어머니
- 수빈 박씨: 순조의 어머니
- 순헌황귀비 엄씨: 영친왕의 어머니

### 왕세자를 낳은 빈
문효세자는 조선왕조의 세자 중 가장 어린 나이(5세)에 훙서하여 보위에 오르지 못했다.
- 의빈 성씨: 문효세자의 어머니

## 중국 역사에서의 빈

### 위ㆍ진 시대
- 위나라 때의 위 문제는 귀빈(貴嬪)을 두어 황후 밑에 두었다
- 서진 무제 때, 주례에 기록된 것을 그대로 사용하여, 숙비(淑妃), 숙원(淑媛), 숙의(淑儀), 수화(修華), 수용(修容), 수의(修儀), 첩여(婕妤), 용화(容華), 충화(充華)의 9빈을 두었다.

### 남북조 시대
- 남조의 남제 태조 건원 원년에, 예사의 주청으로, 9빈인 수화(修華), 수의(修儀), 수용(修容), 숙비(淑妃), 숙원(淑媛), 숙의(淑儀), 첩여(婕妤), 용화(容華), 충화(充華)를 두었다.
- 남조의 남진 세조 천가 초년에 많은 후궁의 위호를 설치하였는데, 그 중 9빈은 숙원(淑媛), 숙의(淑儀), 숙용(淑容), 소화(昭華), 소용(昭容), 소의(昭儀), 수화(修華), 수의(修儀), 수용(修容) 등 각 한명씩을 두었다.
- 북위는 북위의 고조 효문제의 효문한화정책과 함께 후궁제도를 개혁하여 후궁의 위호는 모두 조정의 관리로, 3빈은 3경과 같은 급, 6빈은 6경과 같은 급이다.
- 북제 초년 후궁에는 빈의 위호가 있었고, 북제 세조는 하청 연간에 새로운 궁제를 제정하였는데, 그 중에는 빈의 위호도 있었다.
  - 상빈(上嬪) : 융휘(隆徽), 광유(光猷), 소훈(昭訓). 3경과 같은 급
  - 하빈(下嬪) : 선휘(宣徽), 선명(宣明), 응휘(凝暉), 응화(凝華), 순화(順華), 광훈(光訓). 6경과 같은 급.

### 수ㆍ당 시대
- 수나라 초에는 황후 독고가라가 첩을 들이는 것을 싫어하여, 후궁의 호가 검소하였고, 비록 설치는 하였으나 실제 첩으로 삼지 않았는데, 호는 다음과 같다.
  - 정3품 빈, 삼원(三員), 장교사덕(掌教四德)

독고가라가 사망 한 후, 수 문제는 후궁의 위호를 늘리고, 빈을 9명으로 늘렸다. 수 양제가 황위를 계승한 후, 후궁을 늘리는데 충실히 했고, 그 중 9빈은 순의(順儀), 순용(順容), 순화(順華), 수의(修儀), 수용(修容), 수화(修華), 충의(充儀), 충용(充容), 충화(充華)이며, 품계는 2번째이다.
- 당나라 초, 이연이 개국할 때, 설치한 후궁의 위호에는 소의(昭儀), 소용(昭容), 소원(昭媛), 수의(修儀), 수용(修容), 수원(修媛), 충의(充儀), 충용(充容), 충원(充媛) 각 한명씩으로 정2품이었다.

### 송ㆍ금 시대
- 송나라의 궁제는 여러 황제의 경영을 거쳐 나날이 완성되었고, 후궁의 위호에는 9빈이라는 계급이 있었지만, 다른 왕조와 달리 이전의 9빈은 확실히 정원이 9명이었으나, 송나라의 9빈은 태의(太儀), 귀의(貴儀), 비의(妃儀), 숙의(淑儀), 완의(婉儀), 순의(順儀), 순용(順容), 숙용(淑容), 완용(婉容), 소의(昭儀), 소용(昭容), 소원(昭媛), 소의(修儀), 수용(修容), 수원(修媛), 충의(充儀), 충용(充容), 충원(充媛)이다.
- 금나라의 궁제는 몇 차례 수정을 거쳤지만, 여전히 9빈은 소의(昭儀), 소용(昭容), 소원(昭媛), 수의(修儀), 수용(修容), 수원(修媛), 충의(充儀), 충용(充容), 충원(充媛)이 있으며, 정2품이다. 9빈 이위에 귀빈이라는 호도 있다. 이연의 첩실인 모려방은 무덕 원년에 사망해, 귀빈에 추증되었다. 이후, 이연 양빈의 위호는 귀빈일 수도 있다. 또한 귀빈은 귀비와 같이 범칭으로 사용되었을 것이다. 일부 연구자들은 귀빈은 비 이하의 비빈의 범칭이고, 하빈은 보림, 어녀, 채녀와 같은 저계급 비빈의 범칭으로 보고 있다.

### 원ㆍ명ㆍ청 시대
- 원나라 후궁의 위호는 소박하고 단순하며, 황후, 비, 빈의 3등급만 있을 뿐, 그 수는 정해져 있지 않다.
- 명나라 전기의 후궁은 후비 밑에서 여러 궁빈들을 모아 첩여, 소의, 귀인, 미인 등의 위호로 삼았다. 중기 가정제 때, 처음에 9빈을 두었다. 그 후, 책봉이 많고, 빈의 수가 정해져 있지 않으며, 황후 밑에서 4번째 등급이다.
- 청나라 초기에는 궁궐 체제가 비교적 단순하여, 산해관 입성 전에는 비, 복진, 격격 등으로 불렀다. 강희제 시기에는 황후 이하를 황귀비, 귀비, 비, 빈, 귀인, 상재, 답응으로 정했다. 빈의 계급은 황후 밑의 4번째 등급으로 하고, 정원은 6명이다.

## 일본 역사에서의 빈
일본 헤이안 시대 전기에 빈은 천황빈어의 위계 중 하나로, 4등급 중 최하위 등급으로, 정원은 4명이었으나, 후기에 이르러 빈을 지칭하는 뇨고라는 말이 점차 독립되어 빈의 위호를 대신하게 되면서 빈의 위호는 더 이상 사용되지 않게 되었다.

## 베트남 역사에서의 빈
베트남 응우옌 왕조 때, 빈은 후궁의 한 휘호로서, 후궁의 3등급인 삼계빈(三階嬪, 베트남어: Tam Giai Tân)과 4등급인 사계빈(四階嬪, 베트남어: Tứ Giai Tân), 오계빈(五階嬪, 베트남어: Ngũ Giai Tân)의 3개 등급이 있다.